# Joel Martínez
Francisc Joel Martínez Vilar (31 ottobre 1988) è un ex calciatore andorrano, di ruolo attaccante.

## Carriera

### Club
Ha giocato nella prima divisione andorrana. In carriera ha giocato complessivamente 6 partite nei turni preliminari di Champions League.

### Nazionale
Esordisce con la nazionale maggiore andorrana nel 2007, quindi, con la nazionale Under-21, nel 2009 ha giocato 3 partite di qualificazione agli Europei di categoria.

## Palmarès

### Club

#### Competizioni nazionali
- Campionato andorrano: 1

FC Santa Coloma: 2014-2015
- Supercopa andorrana: 1

FC Santa Coloma: 1015